# گاندالا
گاندالا یک منطقهٔ مسکونی در سومالی است که در Bari, Somalia واقع شده‌است. گاندالا ۱۹٬۳۰۰ نفر جمعیت دارد.